# Afro Samurai 2
Afro Samurai 2: Revenge of Kuma è un videogioco del 2015 sviluppato da Redacted Studios e pubblicato da Versus Evil per Microsoft Windows e PlayStation 4. Seguito del videogioco del 2009 Afro Samurai, il gioco è basato sul manga Afro Samurai. Il titolo era originariamente previsto anche per Xbox One.
Il primo dei tre episodi è stato pubblicato su PlayStation Store e Steam il 22 settembre 2015. A novembre il gioco è stato rimosso da entrambe le piattaforme.
Steve Escalante di Versus Evil ha dichiarato il gioco "un fallimento", annunciando la cancellazione dei due parti rimanenti e il rimborso dell'acquisto.
Il titolo ha ricevuto recensioni negative, ed è stato inserito nelle liste dei giochi più brutti dell'anno da Polygon e da GiantBomb. GameSpot ha criticato il gioco per la scrittura, gli scontri con i boss e il basso framerate.
Il gioco è stato incluso nella lista dei titoli esclusivamente giocabili su PlayStation 4, dichiarandolo non compatibile con PlayStation 5.